# Olof Glas
Olof Glas, född den 14 november 1812 i Umeå, död den 5 mars 1880 i Uppsala, var en svensk läkare och professor.

## Biografi
Olof Glas var son till handlande Lars Glas i Umeå och Magdalena Wall, samt äldre bror till Lars Petter Glas som grundade Sandviks ångsåg i Sandvik, Umeå.
Glas blev 1831 student vid Uppsala universitet, där han ägnade sig åt medicinska studier och blev Israel Hwassers lärjunge; han beundrade dennes idealism men skulle ta avstånd från hans naturfilosofi. År 1837 blev Glas medicine doktor på avhandlingen Om periodisk neuralgi i hjertat. Efter avlagd kirurgie magisterexamen 1838 utnämndes han 1839 till adjunkt i teoretisk och praktisk medicin vid Uppsala universitet, 1848 till e.o. professor i praktisk medicin och 1851 till professor i kirurgi och obstetrik, men förflyttades 1856 till den efter Israel Hwasser lediga professuren i teoretisk och praktisk medicin, vilken han upprätthöll till slutet av 1877. Åren 1852–67 var han intendent för Sätra brunn, vilken fick avsevärt förbättrat anseende under hans ledning. I Uppsala verkade han som praktiserande läkare, och hans praktik ansågs för den största som funnits i Uppsala. Han var 1854–67 prefekt vid det gamla och 1867–77 överläkare vid det nya Akademiska sjukhuset i Uppsala.
Glas blev 1842 ledamot av Svenska Läkaresällskapet, 1847 av Vetenskapssocieteten i Uppsala, i vilken han även blev sekreterare, 1860 av Vetenskapsakademien samt 1878 av Vetenskaps- och vitterhetssamhället i Göteborg och av Fysiografiska sällskapet i Lund.
Glas författade vidare bl.a. avhandlingen De tuberculosi pulmonum (1839), Några ord i den medicinska frågan etc. (1863), åtskilliga uppsatser i Uppsala läkarförenings förhandlingar samt Essai sur la société royale des sciences d'Upsal et ses rapports avec l'université d'Upsal (1877; i den av Vetenskapssocieteten med anledning av Uppsala universitets jubelfest utgivna delen av dess handlingar).
Olof Glas var gift med Gustafva Charlotta Winblad von Walter, och svärfar till Olof Hammarsten. Olof Glas ligger begravd på Uppsala gamla kyrkogård. Han inrättade en stipendiefond vid Uppsala universitet som bär hans namn.

## Priser och utmärkelser
- Kommendör av Vasaorden av första klassen, KVO1kl [5]
- Riddare av Nordstjärneorden, RNO [5]